# 新しい怖い
『新しい怖い』（あたらしいこわい）は、CS放送の日テレプラスにて2024年3月26日から放送されているドラマシリーズ。

## 概要
「新しい怖い」をテーマにしたオリジナルドラマ作品。1話完結のアンソロジーシリーズで、エピソードごとに異なるキャラクターと独立したストーリーで構成される。企画・プロデュースを映画プロデューサーの雨無麻友子（『トークサバイバー!』『インシデンツ』担当）、シリーズ監修を放送作家の白武ときお（『しもふりチューブ』『ガキの使い』担当）が手掛けた。
本シリーズは、“今までにない実験的なホラー・スリラーの世界を描く”ことを目指して、様々な出自のクリエイターが起用された。第1話は、お笑い芸人の加賀翔（かが屋）が初めてドラマ主演と脚本を担当した。
第2話は、作家の氏田雄介が初めてドラマ原案を担当、女優の紺野彩夏がホラー作品の初主演を務めた

。
第3話は、YouTuberで3DCGアニメーターの五分目悟が初めて実写作品の監督・脚本を担当。前半パートは実写ドラマ、後半パートが3DCGアニメの2部構成。

## キャスト

### 第1話「仏像触りたい」
- 清彦（たちばな きよひこ） - 加賀翔（かが屋）

玩具メーカーの営業担当。幼少期からの感触フェチ。
- 清彦（幼少期） - 河村理人[7]
- 安藤聖

清彦の母。
- 野川慧

清彦の父。
- 石川 - 根岸拓哉[9]

修行僧。荒行に失敗する。
- 高畑裕太

修行僧。
- 松代大介

修行僧。
- れいか - 大関れいか[10]

カフェのテーブル客3人組。
- ロイ - 野島健矢[11]

同上。
- 脇腹が痛い大内

同上。
- 竹下かおり

清彦のクライアント。
- 山田 - 山田ジャンゴ

同上。
- （おきもと けんえい） - 山西惇

大和尚。10年間にわたる荒行の成満僧。

### 第2話「シカク」
- 田中愛（たなか あい） - 紺野彩夏

広告代理店勤務のOL。
- 啓介（けいすけ） - 濱正悟

田中と同棲中の彼氏。
- 増田光（ますだ） - 大河原恵[13]

田中の同僚。
- 藤原美沙（ふじわら みさ） - 日高七海[14]

同上。
- 松原タニシ（特別出演）

同上。
- かじ - 中村尚輝

田中の職場の先輩。
- 大谷秀一郎

死体。
- 小手山雅

ホームレス。
- 松浦弘明
- 辻香音
- 佐藤大空

### 第3話「オーディション受かった人」
- 大船ヨシヲ（おおぶね よしお） - 田村健太郎

舞台俳優。CMオーディションに合格する。
- 坂口辰平

CM監督。
- 川上友里

CM撮影スタッフ。
- 岩瀬亮

CM助監督。
- 川面千晶

女優子のマネージャー。
- 上田遥

CM撮影スタンドイン。
- 大物女優子（おおもの じょゆうこ） - 内田慈[15]

CM出演者。
- 西出結

新ドラマオーディション受験者。
- 島田桃依

オーディションスタッフ。
- 原金太郎

プロデューサー。オーディション審査員。
- 米村亮太朗

助監督。オーディション審査員。

### 第4話「X家の事故物件」
- 拓海（たくみ） - 真田佑馬（7ORDER）[16]

- - 河野安郎

拓海の父親。
- - 阿部朋子

拓海の母親。
- 結衣（ゆい） - 穂紫朋子[17]

拓海の妹。
- - 伊藤由紀
- - 曽根田あすな

## スタッフ
シリーズ共通
- 企画・プロデュース - 雨無麻友子
- シリーズ監修 - 白武ときお
- チーフプロデューサー - 中尾洋美
- プロデューサー - 結城豊弘（#2-4）、杉本芳樹（#1-4）、今井隆文（#1-4）、稲葉もも（#2）
- 宣伝プロデューサー - 井上裕子
- グラフィックデザイン - 谷川瑛一
- 制作プロダクション - スタジオねこ
- 製作著作 - CS日テレ

第1話
- 監督 - アベラヒデノブ
- 脚本 - 加賀翔（かが屋）
- 音楽 - 茂野雅道
- DP/カラリスト - Petter Jensen
- 1st AC - Alexander Witmer
- 録音 - 古山遥介
- 美術 - 山内麻央
- ヘアメイク - 七絵
- スタイリスト - 松延沙織
- 特殊メイク - 佐藤健司
- 造形 - 関口茂、河村峻太朗
- 助監督 - 中村幸貴、鈴木小雪
- 制作 - 里ヨウスケ、豊島理央
- 脚本協力 - アベラヒデノブ
- 編集 - 小堀由起子
- 音響効果 - 勝俣まさとし
- ラボコーディネート - 綾鹿秀隆
- オンラインエディター - 紺野はるか
- MA - 野島秀英
- 制作協力 - 前田知礼、佐久間麻由、Anthony Yano Hays
- アシスタントプロデューサー - 林十愛光
- ロケーション協力 - あきる野フィルムコミッション、足柄修験の会
- プロダクション協力 - 東映デジタルラボ、SHUHEI、三交社、フェイスプランニング、SOUP、アンカット、トラフズク

第2話
- 監督 - 渡邉裕也
- 原案 - 氏田雄介
- 脚本 - 前田知礼、渡邉裕也、武田真悟
- 音楽 - TAIHEI（Suchmoz 賽.） ※櫻打泰平[3]
- 撮影 - 伊集守忠
- 照明 - 関将史
- 録音 - 加唐学
- 美術 - 甘糟ユリ
- スタイリスト - 浅野亨
- ヘアメイク - 安藤メイ
- 特殊メイク - 百瀬仁郎
- 演出部応援 - 佐近圭太郎
- アクションコーディネーター - 岩上弘数
- 仮面制作 - Masksmith
- カラリスト - 大坪大介
- MA - 野島秀英
- 音響効果 - 金子寛史
- オフラインエディター - 武田真悟
- オンラインエディター - 菊地光洋
- ラボコーディネート - 綾鹿秀隆
- 演出部応援 - 佐近圭太郎
- アソシエイトプロデューサー - 林十愛光
- ロケーション協力 - 汐留シオサイト、国際興業、Akerun、DICE LOCATION
- 撮影機材協力 - 米倉伸、大町昌路
- 美術協力 - バイグル
- エキストラ協力 - アネットワーク、キャストマーク、タチロークプロ、CASTY、フェイスプランニング、古賀プロダクション、ボランティアエキストラの皆さん
- プロダクション協力 - プロダクション・アイジー、BOSアクションユニティ、三交社

第3話
- 脚本・監督 - 五分目悟
- 音楽 - 松尾真之介、五分目悟
- 撮影 - 玉田詠空
- 照明 - 水谷光孝
- 録音 - 古茂田耕吉
- スタイリスト - 森流星
- ヘアメイク - 堀奈津子
- 助監督 - 佃直樹、松下洋平
- 制作担当 - 里祐輔
- カラリスト - 平見優子
- MA - 野島秀英
- CG - きむらえいじゅん
- オフラインエディター - 佐々木ゆき
- オンラインエディター - 菊地光洋
- ラボコーディネート - 綾鹿秀隆
- ロケーション協力 - 角川大映スタジオ、ファンファーレスタジオ
- 撮影機材協力 - キューブフィルム、everlight
- エキストラ協力 - フェイスプランニング、古賀プロダクション

第4話
- 脚本・監督 - 田中佑和
- 原案 - 寺内康太郎
- 撮影 - 星詞哉
- 録音 - 中川究矢
- 美術 - 田中佑佳
- ヘアメイク - 田中優衣
- 助監督 - 米倉祐依
- アクションコーディネーター - 鈴村正樹
- アクションアシスタント - 和田佳功汰
- 制作担当 - 豊島理央
- 制作応援 - 山下悠
- 編集 - 宮崎歩
- オンライン編集 - 吉村政孝
- グレーディング - 平見優子
- MA - 高澤一平
- 音響効果 - 金子寛史
- 協力 - テクノマックス、映音空間、上川雄介、高畑裕太

## 放送日程
| 各話  | 放送日                            | サブタイトル             | 脚本                        | 監督           |
| ----- | --------------------------------- | ------------------------ | --------------------------- | -------------- |
| 第1話 | 2024年3月26日 （火）23:00 - 23:30 | 仏像触りたい             | 加賀翔                      | アベラヒデノブ |
| 第2話 | 2024年4月26日 （金）21:00 - 21:30 | シカク                   | 前田知礼、渡邉裕也 武田真悟 | 渡邉裕也       |
| 第3話 | 2024年5月18日 （土）24:00 - 24:30 | オーディション受かった人 | 五分目悟                    | 五分目悟       |
| 第4話 | 2024年6月30日 （日）23:30 - 20:30 | X家の事故物件            | 田中佑和                    | 田中佑和       |

- 再放送 - 日テレプラス　2024年4月26日（#1）、5月18日（#1-2）ほか